# بول فولكر
بول فولكر (بالإنجليزية: Paul Volcker)‏ ولد في 5 سبتمبر 1927. هو الرئيس السابق لمجلس الاحتياط الفيدرالي (البنك المركزي) الأمريكي ورئيس لجنة التحقيق الدولية في فضيحة برنامج النفط مقابل الغذاء في الأمم المتحدة. تلقى تعليمه الجامعي وما بعد الجامعي في عدد من الأكاديميات المرموقة مثل جامعة برنستون الأمريكية وجامعة هافارد الأمريكية ومدرسة لندن للاقتصاد البريطانية. تولّى رئاسة مجلس الاحتياط الفيدرالي في أغسطس عام 1979 بعد وصول الرئيس الديموقراطي جيمي كارتر إلى الحكم في الولايات المتحدة. وظل في منصبه حتى أغسطس عام 1987 ليخلفه آلان جرينسبان. وفي إبريل عام 2004 وقع عليه الاختيار لرئاسة اللجنة التي شكلها الأمين العام للأمم المتحدة بهدف التحقيق في أي مخالفات مالية في برنامج النفط مقابل الغذاء الخاص بالعراق خلال التسعينيات.
واشتهر فولكر البالغ طول قامته (203 سنتيمترات) الذي كان رئيسا لمجلس الاحتياطي الاتحادي (المصرف المركزي الأميركي) في معظم فترة الثمانينات بترويض التضخم الذي كانت نسبته عشرة في المائة أو أكثر عن طريق رفع أسعار الفائدة، وهو ما أدى أيضا إلى الكساد وسبب عاصفة من الانتقادات.
وأوضحت وكالة «رويترز» أن فولكر عضو الحزب الديمقراطي لم يتوقف منذ ذلك الحين عن ممارسة السياسة بما في ذلك إجراء تحقيق لحساب الأمم المتحدة والخدمة في مجموعة الثلاثين، وهي مجموعة استشارية مالية تكونت من خبراء من البنوك المركزية وخبراء القطاع الخاص.

## روابط خارجية
- بول فولكر على موقع IMDb (الإنجليزية)
- بول فولكر على موقع الموسوعة البريطانية (الإنجليزية)
- بول فولكر على موقع مونزينجر (الألمانية)
- بول فولكر على موقع إن إن دي بي (الإنجليزية)
- بول فولكر على موقع قاعدة بيانات الفيلم (الإنجليزية)